# Naeem Wardak
Mohammad Naeem Wardak (en paixtu: محمد نعیم وردک) (nascut el 1985) és un polític afganès, un dels portaveus dels talibans a l'oficina de Qatar des del 2020. Anteriorment, també va exercir en aquest càrrec entre 2013 i 2015.

## Origen i educació
Wardak pertany al districte de Chak de la província de Wardak, a l'Afganistan. Va rebre la seva primera educació en una madrassa local, al poble de Chak, i després es va matricular a la Universitat de Nangarhar a Jalalabad i va obtenir una llicenciatura. Posteriorment, es va matricular a la Universitat Islàmica Internacional d'Islamabad per a cursar-hi un màster i, més tard, s'hi va doctorar en Àrab. També va estudiar durant un breu temps a Darul Uloom Haqqania, Akora Khattak, des d'on va estudiar hadit i fiqh. Wardak és el primer líder talibà que té un doctorat.

## Portaveu
Quan el 2013 es va obrir la primera oficina política dels talibans a Qatar, va ser nomenat portaveu. Wardak i Suhail Shaheen van actuar conjuntament com a portaveus fins al 2015. El 2018 va tornar a formar part de l'oficina de Qatar i des d'aleshores hi ha residit. El setembre de 2020, va ser nomenat novament portaveu de l'oficina política dels talibans a Doha.